# Stichophthalma louisa
Stichophthalma louisa is een vlinder uit de familie Nymphalidae. De wetenschappelijke naam van de soort is voor het eerst geldig gepubliceerd in 1877 door Wood-Mason.